# Mia Hundvin
Mia Terese Hundvin (ur. 7 marca 1977 w Bergen) – norweska piłkarka ręczna, wielokrotna reprezentantka kraju. Grała na pozycji lewoskrzydłowej. 
W reprezentacji Norwegii zadebiutowała w 1998 roku, karierę sportową zakończyła w 2008 roku. Dla reprezentacji strzeliła 174 bramki w 72 meczach. W 2000 roku w Sydney zdobyła brązowy medal olimpijski.

## Sukcesy

### Reprezentacyjne
- 1998:  mistrzostwo Europy
- 1999:  mistrzostwo Świata
- 2000:  brązowy medal olimpijski
- 2002:  wicemistrzostwo Europy

### Klubowe
- 1999:  mistrzostwo Norwegii
- 2000:  finalistka Pucharu EHF
- 2002:  Puchar Danii
- 2003:  mistrzostwo Danii
- 2003:  Puchar EHF

## Życie prywatne
Jest córką norweskiego producenta muzycznego Eirika Hundvina.
Mia żyła w homoseksualnym związku małżeńskim z jedną z najlepszych piłkarek ręcznych na świecie, Camillą Andersen, w latach 2000–2003. W 2004 roku związała się z norweskim snowboardzistą Terje Håkonsenem.
Występowała jako prezenterka telewizyjna w Nordic Music Awards 2004, a także wystąpiła gościnnie w Langt fra Las Vegas.